# أقا محمد بيغلو
أقا محمد بيغلو (بالإنجليزية: Aqa Mohammad Beyglu)‏ هي قرية تقع في أردبيل في إيران. يقدر عدد سكانها بـ 681 نسمة بحسب إحصاء 2016.